# 南大里乡
南大里乡，是中华人民共和国山西省运城市夏县下辖的一个乡镇级行政单位。2000年4月13年由埝掌镇分离而来，乡政府驻南大里乡。

## 行政区划
南大里乡下辖以下地区：
南大里村、北大里村、郭牛村、古垛沟村、古垛村、上董村、圪塔村、上辛庄村、南郭村、小王村、南晋村、北晋村、赵村、尉家村、东王家村、马沟村和苋坪村。